# Andelfingen
Andelfingen är en ort och kommun i kantonen Zürich, Schweiz. Kommunen har 2 227 invånare (2021). Andelfingen är huvudort i distriktet Andelfingen.